# Diócesis de Włocławek
La diócesis de Włocławek (en latín: Dioecesis Vladislaviensis y en polaco: Diecezja włocławska) es una circunscripción eclesiástica de la Iglesia católica en Polonia. Se trata de una diócesis latina, sufragánea de la arquidiócesis de Gniezno. Desde el 27 de abril de 2021 su obispo es Krzysztof Jakub Wętkowski.

## Territorio y organización

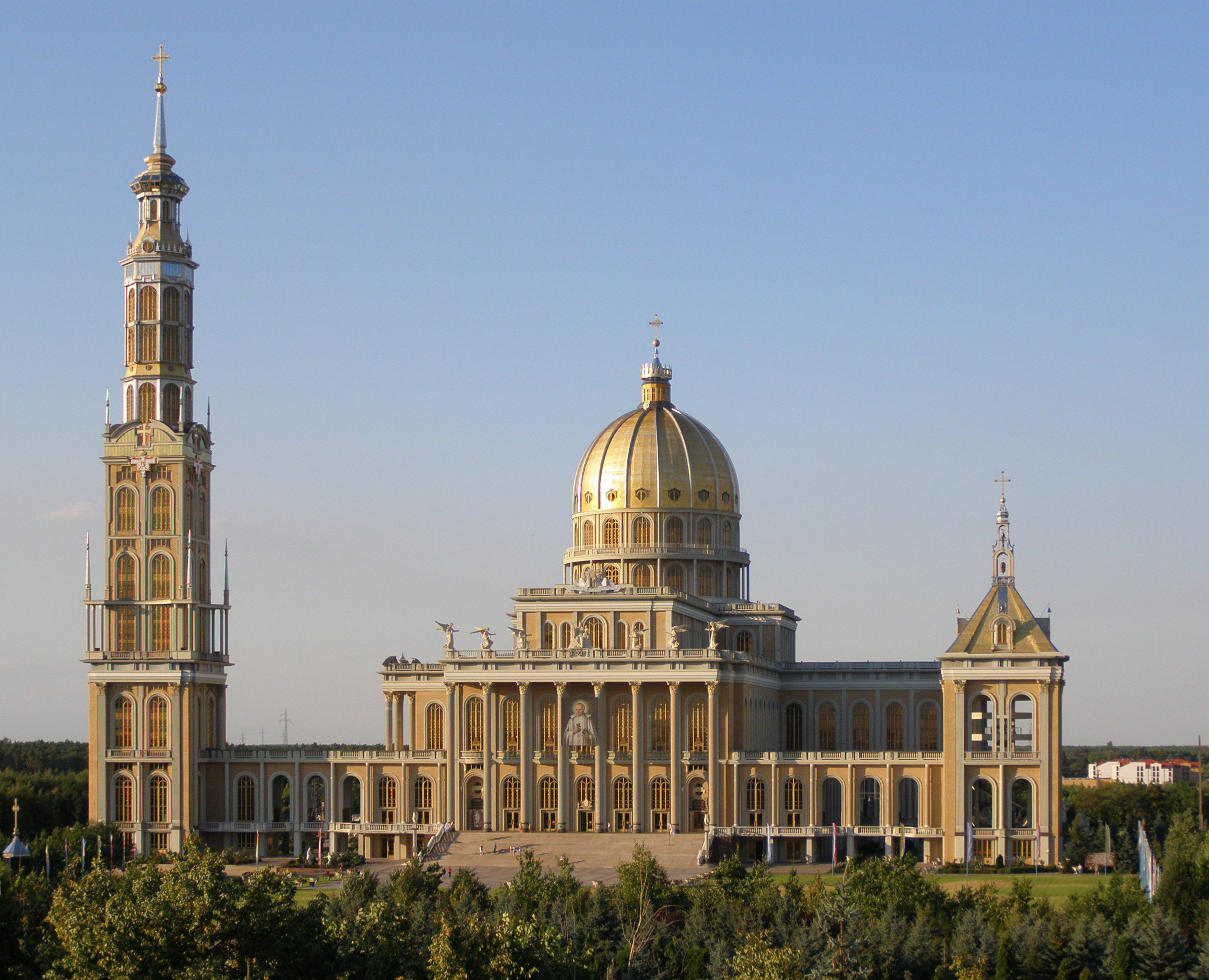
Basílica de Nuestra Señora, en Licheń

La diócesis tiene 8824 km² y extiende su jurisdicción sobre los fieles católicos de rito latino residentes en parte sudoriental del voivodato de Cuyavia y Pomerania, la parte oriental del voivodato de Gran Polonia y la parte occidental del voivodato de Łódź.

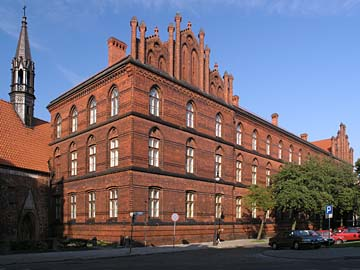
Seminario mayor

La sede de la diócesis se encuentra en la ciudad de Włocławek, en donde se halla la Catedral basílica de la Asunción de la Virgen María. En el territorio de la diócesis hay tres basílicas menores: la basílica de Todos los Santos, en Sieradz, la basílica de Nuestra Señora, en Licheń Stary, y la basílica de la Asunción de la Virgen María, en Zduńska Wola.
En 2022 en la diócesis existían 233 parroquias agrupadas en 32 decanatos.

## Historia
La diócesis de Włocławek fue erigida en 996. Desde 1000 fue sufragánea de la arquidiócesis de Gniezno.
Desde el siglo XII también fue conocida como la diócesis de Cuyavia y Pomerania.
El 16 de agosto de 1569 se estableció el seminario diocesano en cumplimiento de los decretos del Concilio de Trento.
Desde el 30 de junio de 1818, debido a la bula Ex imposita nobis del papa Pío VII, asumió el nombre de diócesis de Cuyavia-Kalisz y se convirtió en sufragánea de la arquidiócesis de Varsovia. La residencia de los obispos estaba en Kalisz. Esta bula decidió la anexión de todos aquellos territorios de la sede de Gniezno que, después de las particiones de Polonia y las decisiones del Congreso de Viena, pasaron a estar bajo control ruso en el llamado Reino del Congreso.
El 28 de octubre de 1925, mediante la bula Vixdum Poloniae unitas del papa Pío XI, asumió su nombre actual y volvió a ser sufragánea de Gniezno. Al mismo tiempo, se revisaron los límites de la diócesis: perdió un tercio de su territorio ante la diócesis de Lodz y ante la erección de la nueva diócesis de Częstochowa (hoy ambas sedes son arquidiócesis); A cambio adquirió 20 parroquias de la diócesis de Płock y 8 de la misma diócesis de Lodz.
Durante la ocupación alemana de Polonia, el obispo auxiliar Michał Kozal fue internado en Dachau y murió detenido. Fue beatificado en 1987.
El 25 de marzo de 1992, tras la reorganización de las diócesis polacas deseada por el papa Juan Pablo II mediante la bula Totus Tuus Poloniae populus, cedió una parte de su territorio para la erección de la diócesis de Kalisz.
En 2004 se consagró la gran basílica del santuario mariano de Licheń Stary. El 23 de marzo del mismo año Włocławek entregó 27 parroquias a la arquidiócesis de Gniezno mediante el decreto Maiori animarum.

## Estadísticas
Según el Anuario Pontificio 2023 la diócesis tenía a fines de 2022 un total de 748 506 fieles bautizados.
| Año                                                                             | Población            | Población | Población      | Sacerdotes | Sacerdotes    | Sacerdotes    | Bautizados por sacerdote | Diáconos permanentes | Religiosos | Religiosos | Parroquias |
| Año                                                                             | Bautizados católicos | Total     | % de católicos | Total      | Clero secular | Clero regular | Bautizados por sacerdote | Diáconos permanentes | Varones    | Mujeres    | Parroquias |
| ------------------------------------------------------------------------------- | -------------------- | --------- | -------------- | ---------- | ------------- | ------------- | ------------------------ | -------------------- | ---------- | ---------- | ---------- |
| 1950                                                                            | 994 000              | 1 004 000 | 99.0           | 431        | 361           | 70            | 2306                     |                      |            |            | 249        |
| 1970                                                                            | 953 670              | 956 600   | 99.7           | 593        | 495           | 98            | 1608                     |                      | 207        | 750        | 258        |
| 1980                                                                            | 1 086 590            | 1 094 680 | 99.3           | 621        | 509           | 112           | 1749                     |                      | 315        | 695        | 273        |
| 1990                                                                            | 1 052 728            | 1 103 042 | 95.4           | 671        | 568           | 103           | 1568                     |                      | 371        | 735        | 300        |
| 1999                                                                            | 855 060              | 874 792   | 97.7           | 622        | 495           | 127           | 1374                     |                      | 281        | 459        | 255        |
| 2000                                                                            | 844 255              | 864 732   | 97.6           | 622        | 497           | 125           | 1357                     |                      | 281        | 461        | 256        |
| 2001                                                                            | 851 629              | 872 853   | 97.6           | 616        | 493           | 123           | 1382                     |                      | 275        | 451        | 256        |
| 2002                                                                            | 847 428              | 866 075   | 97.8           | 629        | 504           | 125           | 1347                     |                      | 287        | 463        | 256        |
| 2003                                                                            | 837 244              | 863 321   | 97.0           | 630        | 508           | 122           | 1328                     |                      | 281        | 463        | 256        |
| 2004                                                                            | 839 694              | 859 725   | 97.7           | 640        | 507           | 133           | 1312                     |                      | 300        | 435        | 256        |
| 2010                                                                            | 767 511              | 775 245   | 99.0           | 555        | 465           | 90            | 1382                     |                      | 168        | 402        | 232        |
| 2014                                                                            | 762 750              | 769 937   | 99.1           | 568        | 481           | 87            | 1342                     |                      | 124        | 328        | 232        |
| 2017                                                                            | 743 196              | 750 751   | 99.0           | 608        | 473           | 135           | 1222                     |                      | 182        | 315        | 232        |
| 2020                                                                            | 751 340              | 760 743   | 98.8           | 585        | 472           | 113           | 1284                     | 2                    | 163        | 325        | 233        |
| 2022                                                                            | 748 506              | 758 348   | 98.7           | 566        | 460           | 106           | 1322                     | 1                    | 148        | 315        | 233        |
| Fuente: Catholic-Hierarchy, que a su vez toma los datos del Anuario Pontificio. |                      |           |                |            |               |               |                          |                      |            |            |            |

## Episcopologio
- Swidger † (1128?-1151?)
- Onold † (1151?-1160?)
- Rudger † (1160?-1170?)
- Werner † (1170?-1178?)
- Wunelf † (1178?-1190?)
- Stefan † (1191-1198 falleció)
- Ogerius † (1198-1207 falleció)
- Bartha † (1203-1215 falleció)
- Michael Godziemba † (1215-19 de diciembre de 1252 falleció)
- Wolimir † (1253-1271 falleció)
- Albierz (Wojciech) † (1271/1275-5 de diciembre de 1283 falleció)
- Wislaw † (1283-27 de noviembre de 1300 falleció)
- Gerward † (11 de septiembre de 1319-1 de noviembre de 1323 falleció)
- Maciej z Gołańczy † (3 de diciembre de 1323-1364 renunció)
- Zbylut z Wąsoczy † (4 de diciembre de 1364-1383 falleció)
  - Trojan † (1383-1383) (obispo electo)
- Jan Kropidło † (1384-19 de marzo de 1389 nombrado arzobispo de Gniezno)
- Henryk Legnicki † (14 de mayo de 1389-11 de diciembre de 1398 falleció)
- Mikołaj Kurowski † (26 de abril de 1399-23 de enero de 1402 nombrado arzobispo de Gniezno)
- Jan Kropidło † (27 de enero de 1402-3 de marzo de 1421 falleció) (por segunda vez)
- Jan Pella † (20 de octubre de 1421-24 de abril de 1427 falleció)
- Jan Szafraniec † (10 de septiembre de 1428-28 de julio de 1433 falleció)
- Władysław Oporowski † (1 de marzo de 1434-25 de junio de 1449 nombrado arzobispo de Gniezno)
- Mikołaj Lasocki † (17 de junio de 1449-9 de septiembre de 1450 falleció)
- Jan Gruszczyński † (12 de enero de 1451-14 de diciembre de 1463 nombrado obispo de Cracovia)
- Jan Lutek † (14 de diciembre de 1463-19 de octubre de 1464 nombrado obispo de Cracovia)
- Jakub Sieniński † (19 de octubre de 1464-17 de diciembre de 1473 nombrado arzobispo de Gniezno)
- Zbigniew Oleśnicki † (11 de diciembre de 1473-12 de octubre de 1481 nombrado arzobispo de Gniezno)
- Andrzej (Jedrzej) Oporowski † (12 de octubre de 1481-1483 falleció)
- Piotr Moszyński † (20 de octubre de 1483-7 de marzo de 1494 falleció)
- Krzesław Kurozwęcki † (17 de octubre de 1494-5 de abril de 1503 falleció)
- Wincenty Przerębski † (29 de noviembre de 1503-20 de septiembre de 1513 falleció)
- Maciej Drzewicki † (4 de noviembre de 1513-4 de agosto de 1531 nombrado arzobispo de Gniezno)
- Jan Karnkowski † (4 de agosto de 1531-2 de diciembre de 1537 falleció)
- Łukasz Górka † (25 de junio de 1538-3 de octubre de 1542 falleció)
- Mikołaj Dzierzgowski † (30 de marzo de 1543-19 de febrero de 1546 nombrado arzobispo de Gniezno)
- Andrzej Zebrzydowski † (19 de febrero de 1546-25 de febrero de 1551 nombrado obispo de Cracovia)
- Jan Drohojowski † (25 de febrero de 1551-25 de junio de 1557 falleció)
  - Sede vacante (1557-1561)
- Jakub Uchański † (2 de junio de 1561-31 de agosto de 1562 nombrado arzobispo de Gniezno)
- Mikołaj Wolski † (31 de agosto de 1562-1567 falleció)
- Stanisław Karnkowski † (1 de octubre de 1567-7 de agosto de 1581 nombrado arzobispo de Gniezno)
- Hieronim Rozdrażewski † (6 de noviembre de 1581-6 de febrero de 1600 falleció)
- Jan Tarnowski † (12 de junio de 1600-29 de marzo de 1604 nombrado arzobispo de Gniezno)
- Piotr Tylicki † (14 de junio de 1604-15 de enero de 1607 nombrado obispo de Cracovia)
- Wojciech Baranowski † (14 de mayo de 1607-28 de julio de 1608 nombrado arzobispo de Gniezno)
- Maciej Pstrokoński † (5 de noviembre de 1608-1609 falleció)
- Wawrzyniec Gembicki † (9 de abril de 1610-14 de marzo de 1616 nombrado arzobispo de Gniezno)
- Paweł Wołucki † (18 de mayo de 1616-15 de noviembre de 1622 falleció)
- Andrzej Lipski † (20 de noviembre de 1623-2 de diciembre de 1630 nombrado obispo de Cracovia)
- Maciej Łubieński † (24 de marzo de 1631-27 de noviembre de 1641 nombrado arzobispo de Gniezno)
- Mikołaj Wojciech Gniewosz † (13 de enero de 1642-7 de octubre de 1654 falleció)
- Kazimierz Florian Czartoryski † (31 de mayo de 1655-27 de noviembre de 1673 nombrado arzobispo de Gniezno)
- Jan Gembicki † (12 de marzo de 1674-de marzo de 1675 falleció)
  - Sede vacante (1675-1677)
- Stanisław Sarnowski † (24 de mayo de 1677-11 de diciembre de 1680 falleció)
- Bonawentura Madaliński † (2 de junio de 1681-11 de noviembre de 1691 falleció)
- Stanisław Dąbski † (7 de julio de 1692-30 de marzo de 1700 nombrado obispo de Cracovia)
- Stanisław Szembek † (21 de junio de 1700-7 de junio de 1706 nombrado arzobispo de Gniezno)
- Felicjan Konstanty Szaniawski † (25 de junio de 1706-3 de julio de 1720 nombrado obispo de Cracovia)
- Karol Antoni Szembek † (22 de julio de 1720-22 de junio de 1739 nombrado arzobispo de Gniezno)
- Adam Stanisław Grabowski † (15 de julio de 1739-18 de septiembre de 1741 nombrado arzobispo de Varmia)
- Walentyn Czapski, O.Cist. † (20 de diciembre de 1741-4 de marzo de 1751 falleció)
- Antoni Dembowski † (18 de diciembre de 1752-17 de septiembre de 1763 falleció)
- Antoni Kazimierz Ostrowski † (17 de septiembre de 1763 por sucesión-23 de junio de 1777 nombrado arzobispo de Gniezno)
- Józef Ignacy Rybiński † (23 de junio de 1777 por sucesión-4 de enero de 1806 falleció)
  - Sede vacante (1806-1815)
- Franciszek Skarbek von Malczewski † (4 de septiembre de 1815-2 de octubre de 1818 nombrado arzobispo de Varsovia)
- Andrzej Wołłowicz † (29 de marzo de 1819-9 de marzo de 1822 falleció)
- Józef Szczepan Koźmian † (10 de marzo de 1823-29 de enero de 1831 falleció)
  - Sede vacante (1831-1836)
- Walenty Maciej Tomaszewski † (21 de noviembre de 1836-18 de enero de 1851 falleció)
  - Mikołaj Błocki † (17 de febrero de 1851-28 de febrero de 1851 falleció) (obispo electo)
  - Sede vacante (1851-1856)
- Jan Michał Marszewski † (18 de septiembre de 1856-12 de marzo de 1867 falleció)
  - Christian Stasiecki † (1867-1875) (obispo electo)
- Wincenty Teofil Popiel † (5 de julio de 1875-15 de marzo de 1883 nombrado arzobispo de Varsovia)
- Aleksander Kazimierz Bereśniewicz † (15 de marzo de 1883-noviembre de 1901 renunció)[nota 2]
- Stanisław Kazimierz Zdzitowiecki † (9 de junio de 1902-11 de febrero de 1927 falleció)
- Władysław Paweł Krynicki † (21 de noviembre de 1927-7 de diciembre de 1928 falleció)
- Karol Mieczysław Radoński † (5 de abril de 1929-16 de marzo de 1951 falleció)
- Antoni Pawłowski † (16 de marzo de 1951 por sucesión-16 de septiembre de 1968 falleció)[9]
- Jan Zaręba † (20 de octubre de 1969-22 de noviembre de 1986 falleció)
- Henryk Muszyński (19 de diciembre de 1987-25 de marzo de 1992 nombrado arzobispo de Gniezno)
- Bronisław Dembowski † (25 de marzo de 1992-25 de marzo de 2003 retirado)
- Wiesław Alojzy Mering (25 de marzo de 2003-27 de abril de 2021 retirado)
- Krzysztof Jakub Wętkowski, desde el 27 de abril de 2021